# Wjaczesław Tropin
Wjaczesław Wołodymyrowycz Tropin, ukr. В'ячеслав Володимирович Тропін, ros. Вячеслав Владимирович Тропин, Wiaczesław Władimirowicz Tropin (ur. 21 lutego 1970 w Czelabińsku, Rosyjska FSRR) – ukraiński piłkarz pochodzenia rosyjskiego, grający na pozycji pomocnika, trener piłkarski.

## Kariera piłkarska
Występował w zespole amatorskim Transformator Zaporoże.

## Kariera trenerska
Po zakończeniu kariery piłkarskiej rozpoczął pracę szkoleniowca. W sezonie 2000/01 prowadził SDJuSzOR-Metałurh Zaporoże. Potem został zaproszony do sztabu szkoleniowego Torpeda Zaporoże, w którym od kwietnia do maja 2003 pełnił obowiązki głównego trenera. Od lipca 2004 do maja 2005 stał na czele Ołkomu Melitopol. Potem kontynuował pracę w Szkole Sportowej Metałurh Zaporoże.